# 1880 en chimie
Cet article présente les faits marquants de l'année 1880 en chimie.

## Évènements
- 25 septembre : le physicien néerlandais Johannes Diderik van der Waals énonce la loi des états correspondants dans une communication à l'Académie d'Amsterdam[1].
- l'oxyde de gadolinium découvert par le chimiste suisse Jean Charles Galissard de Marignac[2]. En 1886, le chimiste français Paul-Emile Lecoq de Boisbaudran confirme cette découverte en isolant le métal pur[3].
- Adolf von Baeyer synthétise l'indigo et formule sa structure en 1883[4].
- Le chimiste tchèque Zdenko Skaup découvre la réaction de Skraup[5],[6],[7],[8].

## Publications
- 3 juillet : premier numéro du journal Science, fondé par Thomas Edison[9].

## Prix
- Médaille Davy : Charles Friedel pour ses recherches sur les composés organiques du silicium et autres travaux[10],[11].

## Naissances
- 4 juillet[12] : Paul Pascal (mort en 1968), chimiste français.
- 23 juillet[13] : Emma P. Carr (morte en 1972), une spectroscopiste et enseignante en chimie américaine.

## Décès
- 18 avril[14] : Gerardus Johannes Mulder (né en 1802), chimiste organicien néerlandais.
- 31 mai[15] : Hippolyte Mège-Mouriès (né en 1817), chimiste français.
- 2 août[16] : Marc Antoine Gaudin (né en 1804), scientifique français qui travaille au Bureau des longitudes à Paris afin de financer ses nombreuses recherches.
- 28 août[17] : Charles Thomas Jackson (né en 1805), médecin, chimiste, géologue et minéralogiste américain.